# 格拉斯哥人民宮
格拉斯哥人民宮（英語：People's Palace and Winter Gardens）是位於英國蘇格蘭格拉斯哥的一座博物館和溫室，開業於1898年1月22日。當時開業的目的是提供格拉斯哥東區市民一個文化中心。現在格拉斯哥人民宮是格拉斯哥的著名博物館之一，展示與格拉斯哥歷史變化的相關展品。

## 外部連結
- People's Palace website （页面存档备份，存于）
- The Glasgow History Mural
- The Doulton Fountain （页面存档备份，存于）

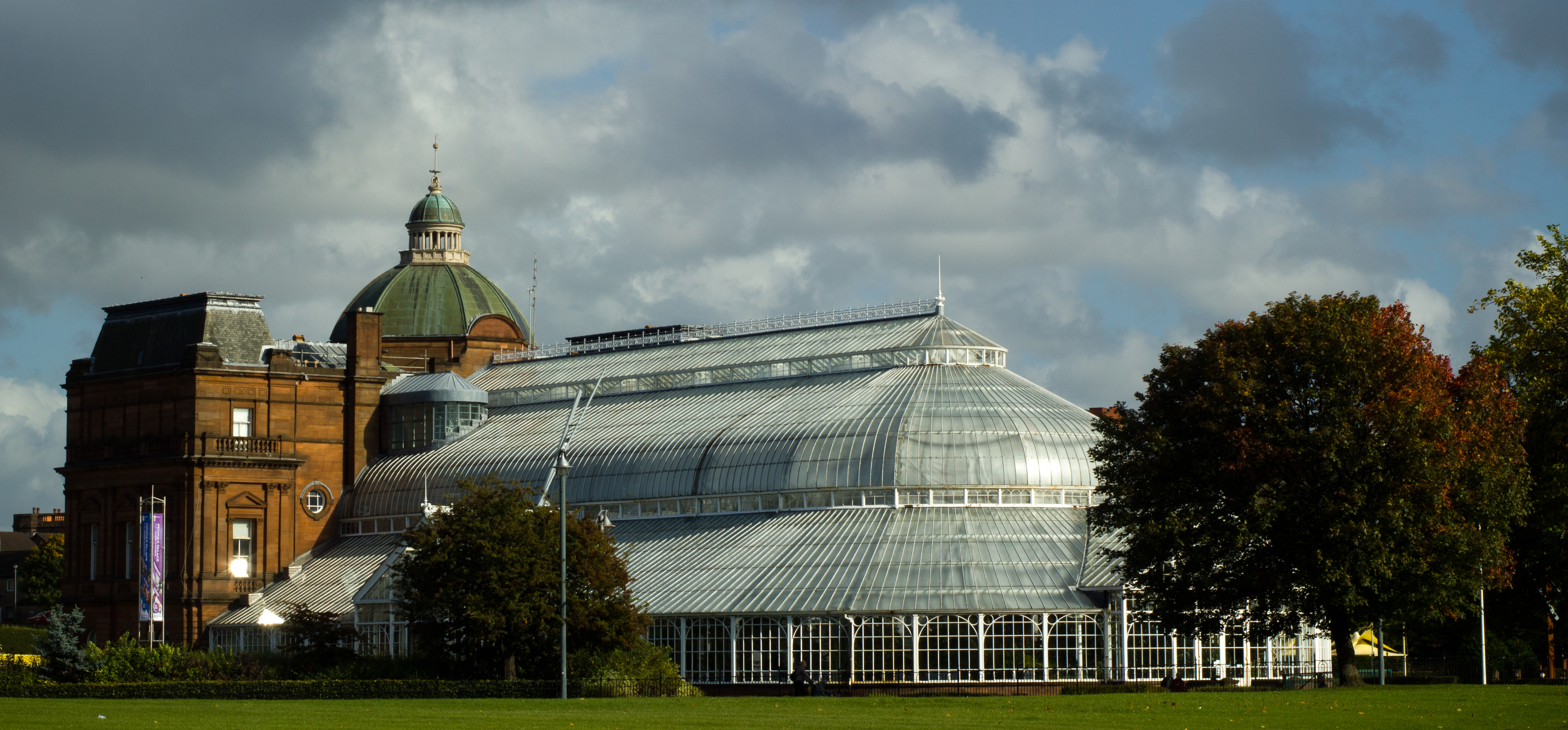

- People's Palace and Winter Gardens- Clyde Waterfront Heritage

55°51′4″N 4°14′14″W / 55.85111°N 4.23722°W